# دار الشرف (إب)

تعديل مصدري - تعديل

دار الشرف هي إحدى قرى عزلة ريمان بمديرية إب التابعة لمحافظة إب، بلغ تعداد سكانها 564 نسمة حسب تعداد اليمن لعام 2004.